# Georgenkirche (Berlin-Mitte)

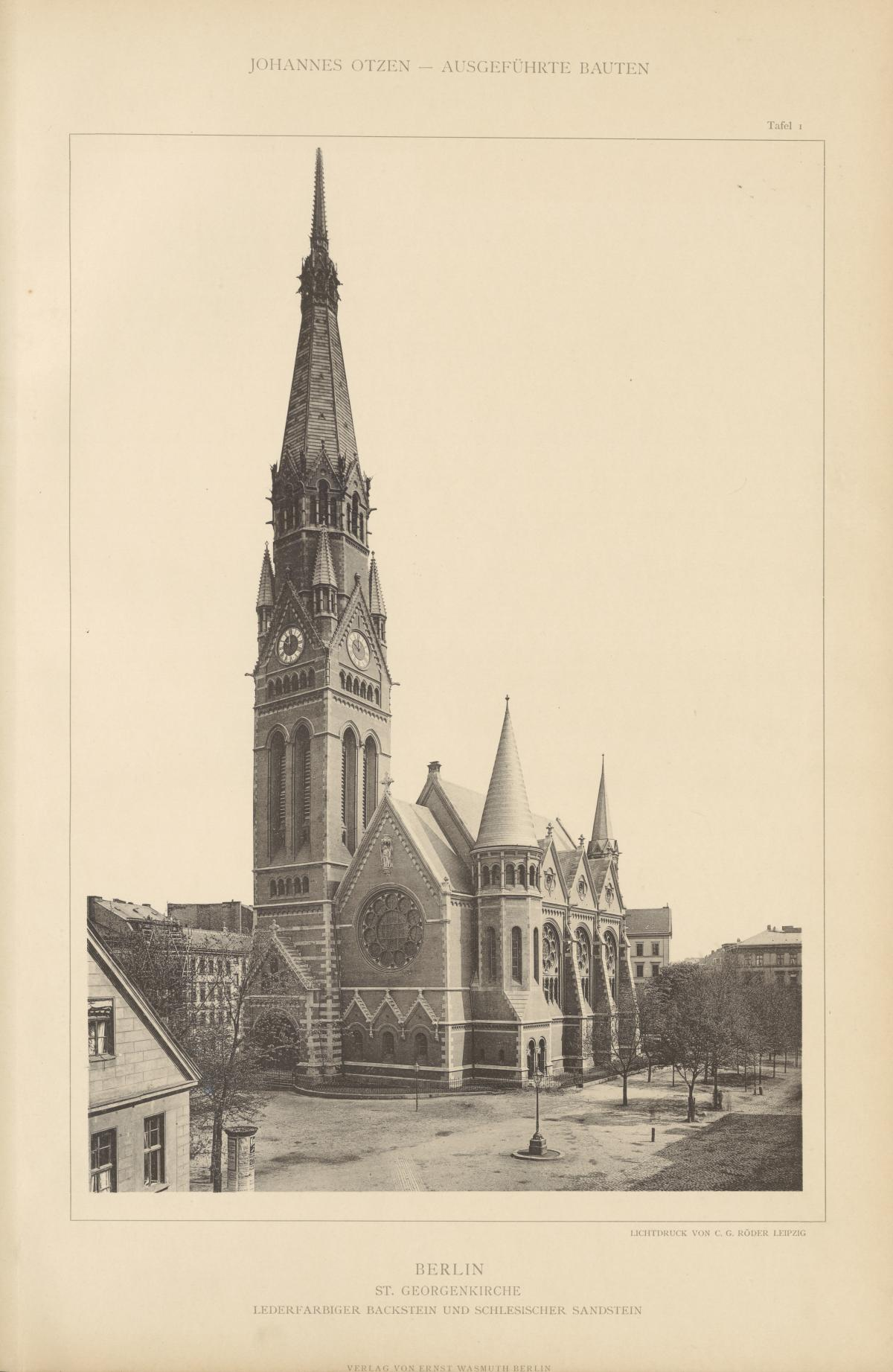
Dritte Georgenkirche, 1905

Die Georgenkirche in der Georgenvorstadt im Berliner Ortsteil Mitte, eine evangelische Kirche, war das 1898 eingeweihte dritte Kirchengebäude an gleicher Stelle. Sie wurde, wie viele andere im Zweiten Weltkrieg stark beschädigte Gotteshäuser im Ostsektor Berlins nicht wieder aufgebaut, sondern 1949 gesprengt. Der Kirchturm der Georgenkirche war mit 105 Metern Höhe nach der alten Kuppel des Berliner Doms (114 Meter) die größte Höhendominante im historischen Berlin.

## Baugeschichte

### Erste Georgenkirche (vor 1780)

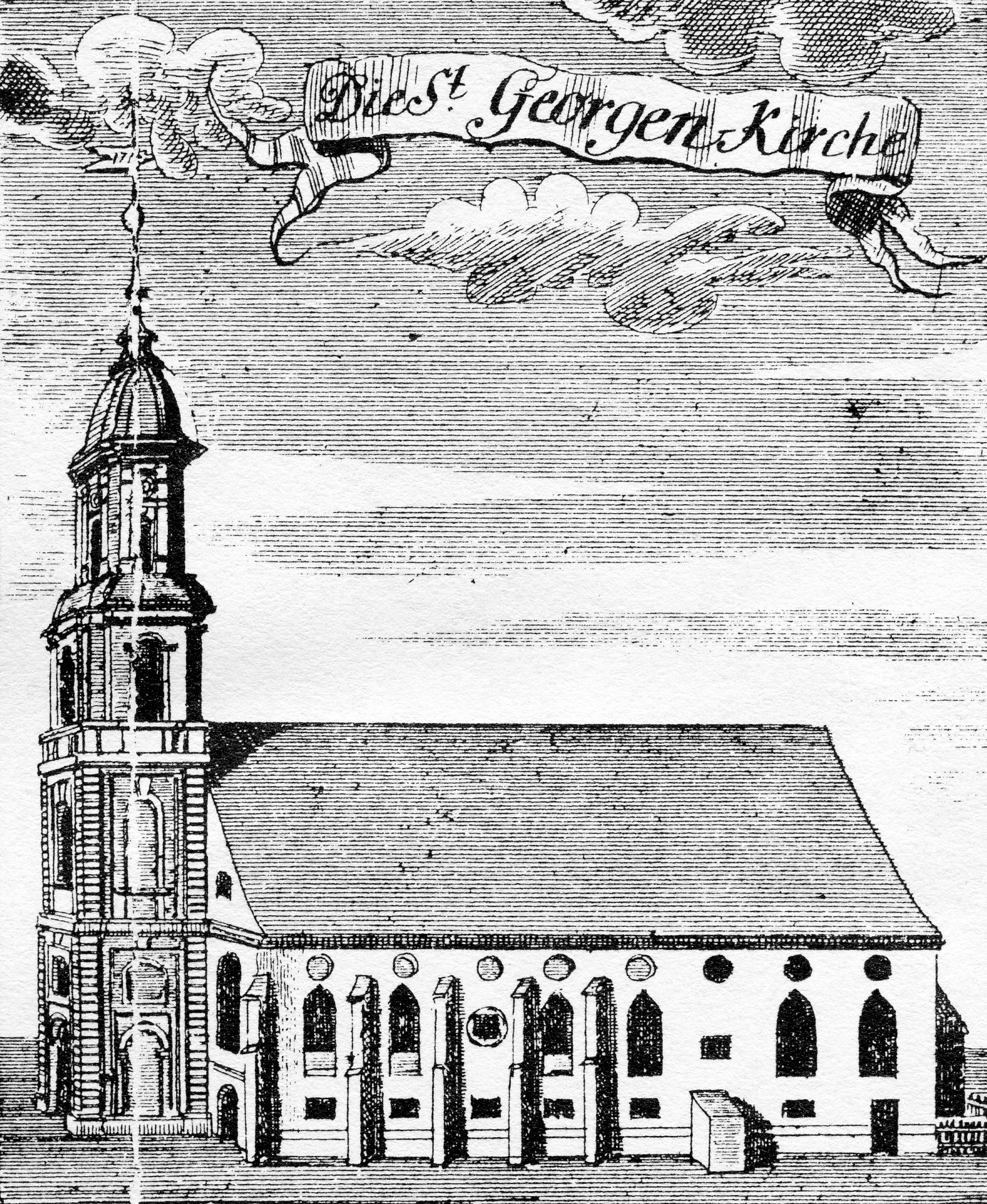
Erste Georgenkirche, 1736

Im Jahr 1278 wurde – damals weit vor den Toren Berlins errichtet – ein Georgenhospital urkundlich erwähnt, in dem Arme und Kranke Hilfe fanden. Im Jahr 1331 wurde eine dazugehörige Kapelle genannt. Diese wurde Ende des 17. Jahrhunderts, nachdem die Einwohnerzahl der Umgebung auf 600–700 Familien angestiegen war, zur Kirche mit einem eigenen Prediger aufgewertet. 1779–1780 wurde das Kirchenschiff von August Gotthilf Naumann zu einer Saalkirche verbreitert und verlängert, wobei der alte Kirchturm stehen blieb.

### Zweite Georgenkirche (1780)

Zweite Georgenkirche der Georgenvorstadt / Königsstadt

Die Finanzierung eines Kirchenneubaus erfolgte durch eine umfangreiche Spendensammelaktion, an der sich viele Gemeindemitglieder, aber auch ganze Gewerke beteiligten. So ist überliefert, dass sich die Berliner Glaserinnung bereit erklärte, die Kirchenfenster zu stiften. Der Neubau der Georgenkirche wurde am 29. Oktober 1780 eingeweiht, wobei der Pfarrer die zahlreichen Spender in seiner Predigt besonders bedachte. Der Sage nach soll besonders den Glasern ein „himmlischer Dank“ versprochen worden sein. Dies solle sich bald bewahrheitet haben, als nach einem ungeheuren Unwetter über Berlin Tausende von Fensterscheiben zu Bruch gingen und die Glaser nun ein gutes Einkommen hatten. Dieses Gotteshaus hatte nur wenig mehr als 100 Jahre Bestand.

### Dritte Georgenkirche (1898)

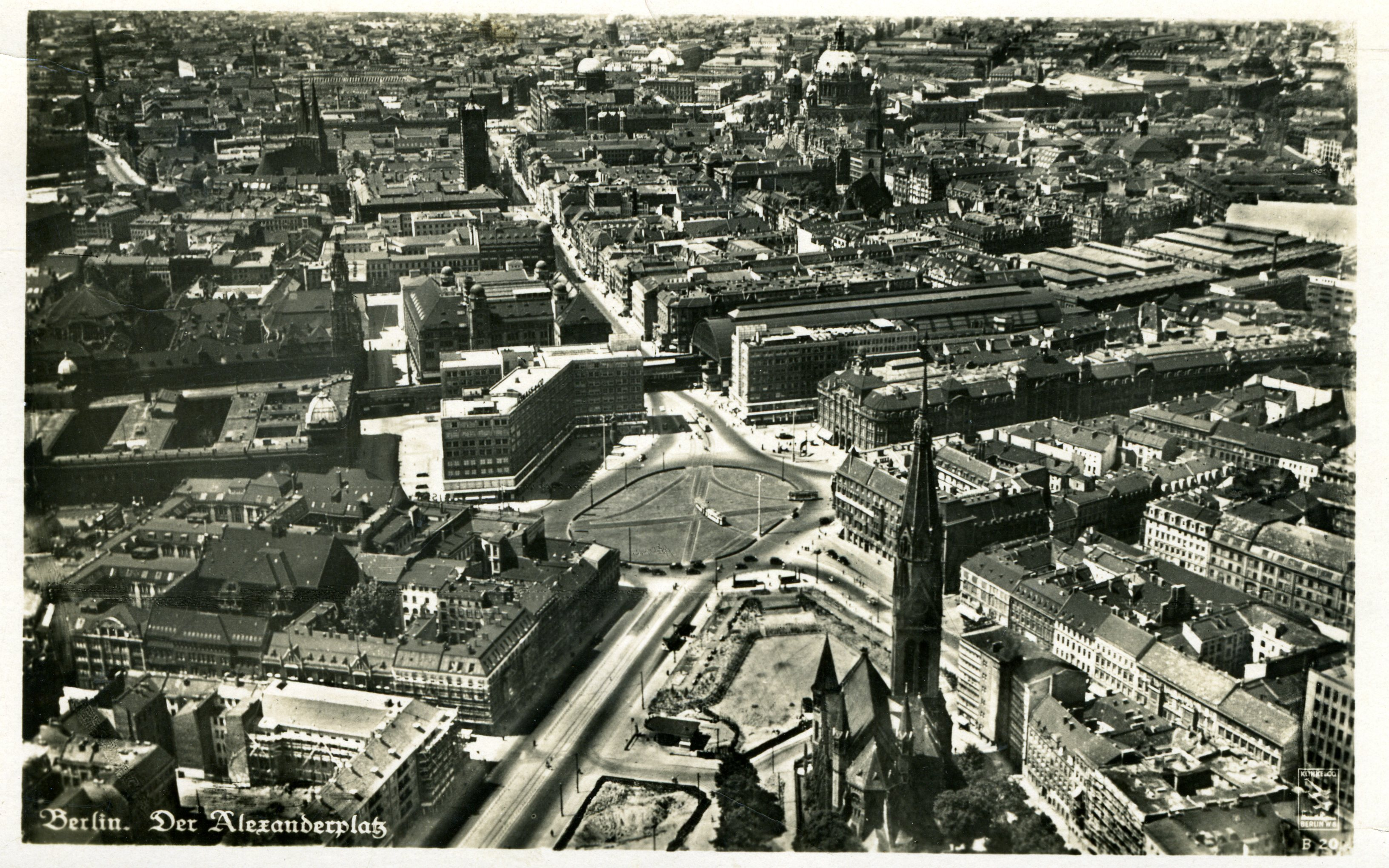
Luftbild von der dritten Georgenkirche und dem Alexanderplatz, im Hintergrund sind das Marienviertel, das Heilige-Geist-Viertel, das Berliner Schloss und der Berliner Dom zu sehen, ca. 1930

Bereits 1894 wurde der Bau einer neuen Kirche beschlossen, der nach Plänen und unter Leitung des Architekten Johannes Otzen ausgeführt wurde. Otzen hatte schon die Heilig-Kreuz-Kirche in Kreuzberg (1888) und die Lutherkirche in Schöneberg (1894, seit 2002: „American Church“) gebaut. Vollendet wurde der Bau 1898. Reiche und farbenprächtige Glasmosaiken mit Ornamenten und Symbolen des Christentums sowie Darstellungen der zwölf Apostel, ausgeführt von der Firma Puhl & Wagner, bedeckten die Wände des fünfteiligen Chores.
Die Georgenkirche wurde im Zweiten Weltkrieg durch alliierte Luftangriffe schwer beschädigt, der Turm war jedoch nur wenig versehrt. Die Evangelische Kirche in Berlin-Brandenburg plante die Sicherung der beschädigten Kirche, erhielt vom Ost-Berliner Magistrat jedoch keine Genehmigung. Klagen vor dem Landgericht und dem Kammergericht im Ostsektor von Berlin für eine einstweilige Verfügung gegen die Sprengung wurden abgelehnt. So wurde der Turm der Georgenkirche am Sonntag, den 18. Juni 1949 gesprengt – 51 Jahre nach seiner Fertigstellung.
Der Georgenkirchplatz (der ehemalige Georgenfriedhof), auf dem die Georgenkirche stand, lag nordöstlich vom Alexanderplatz. Der Platz existiert nicht mehr, weil er der Neubebauung des Stadtzentrums weichen musste. An das ehemalige evangelische Gotteshaus erinnert lediglich die stark verkürzte Georgenkirchstraße, an deren Ende am Volkspark Friedrichshain die St.-Bartholomäus-Kirche und das Berliner Konsistorium der Berlin-Brandenburgischen Kirche stehen.
An diesem Platz befand sich die älteste Gemeindeschule Berlins, die die Städtische Armenkommission aus dem Erbe von Stanislaus Rücker übernommen hat und sie 1825 auf eine Zweiklassenschule erweiterte mit neu hinzukommendem Handarbeitsunterricht. Sie muss mit den Zerstörungen am Ende des Krieges auch abgetragen worden sein.

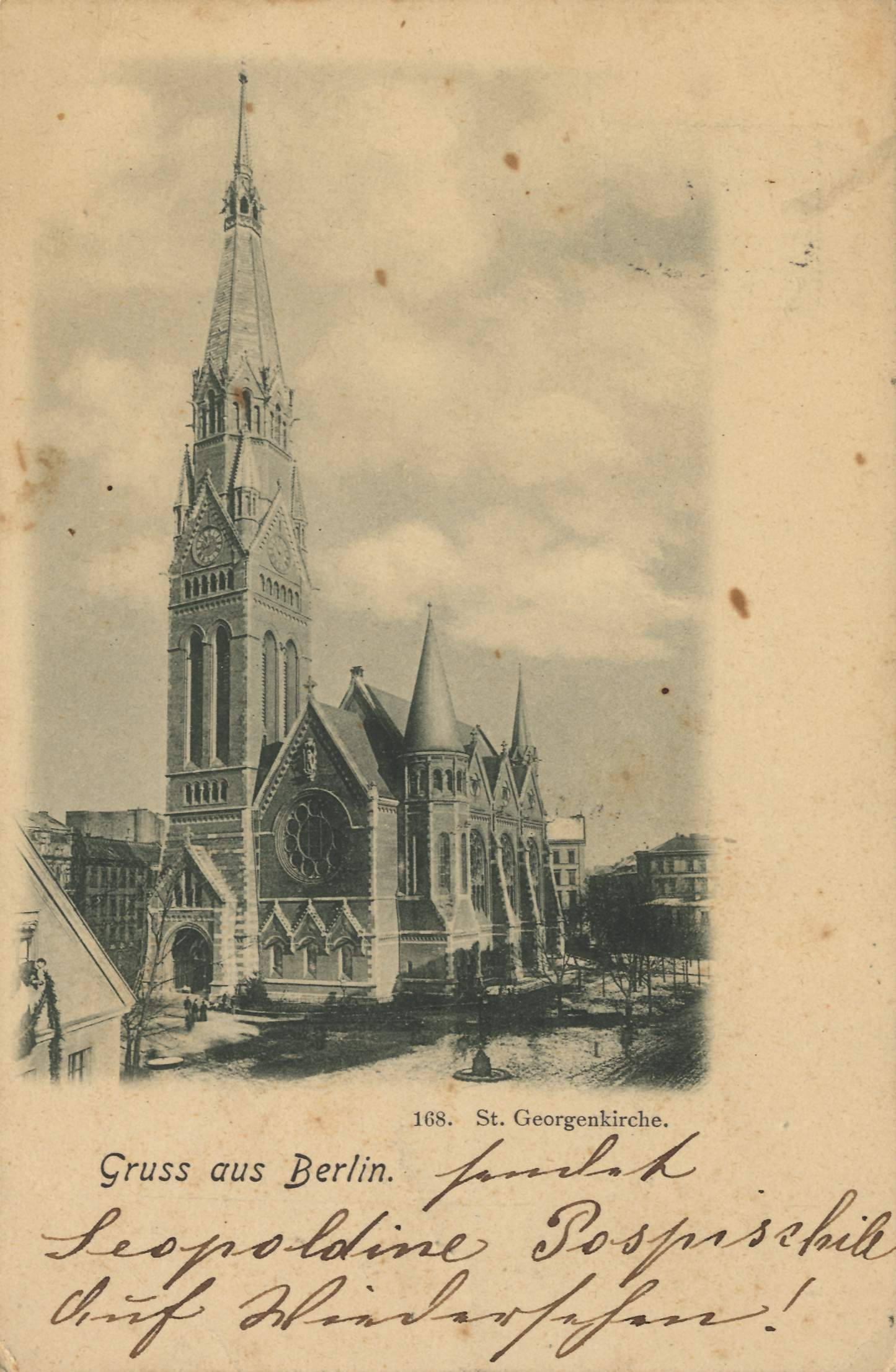
Dritte Georgenkirche auf einer historischen Postkarte
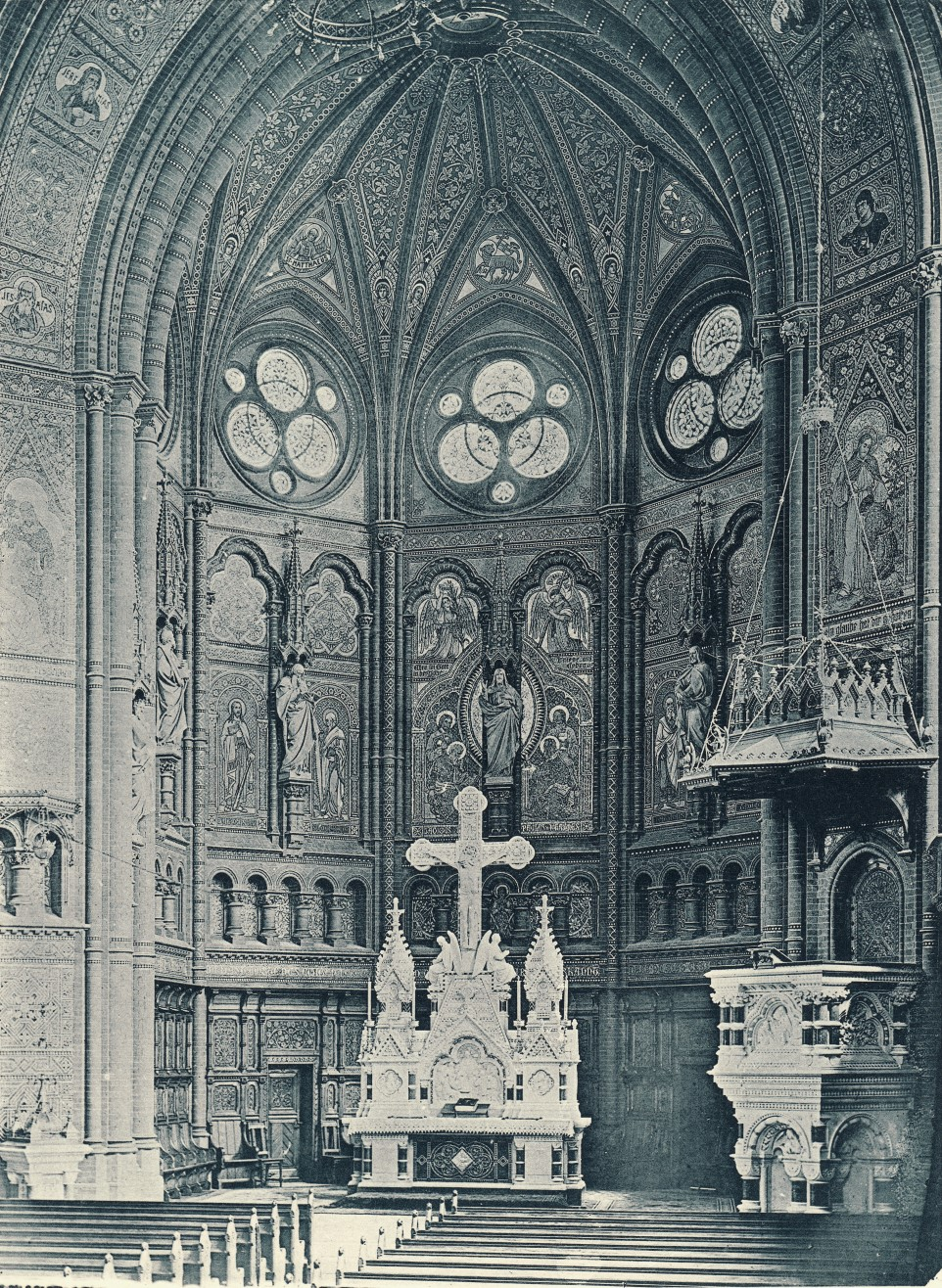
Altarraum, 1899
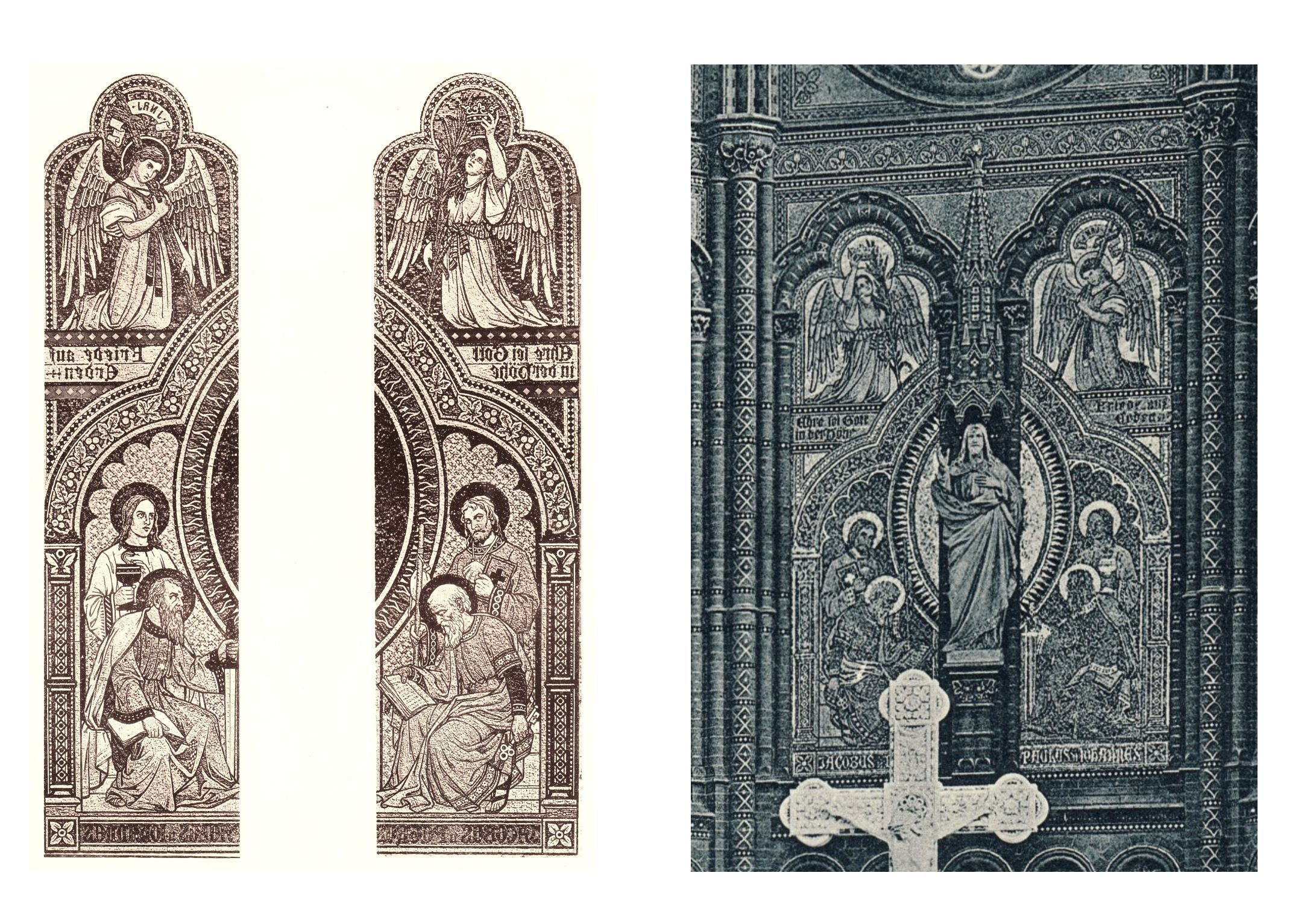
Glasmosaik des Altarraums, 1898
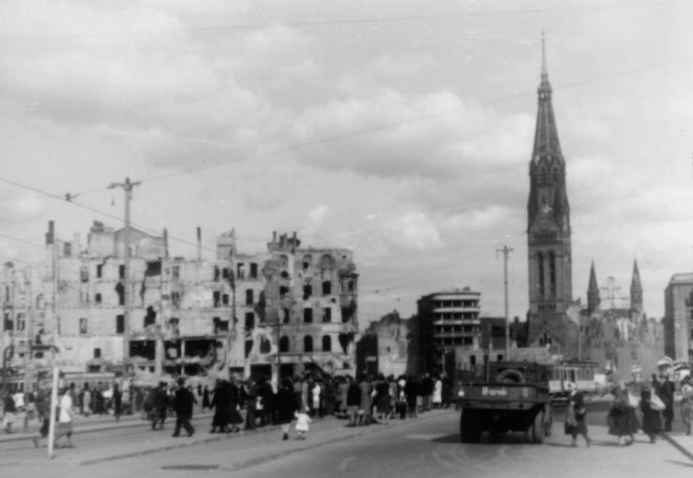
Zerstörtes Kirchengebäude, Mai 1945

## Glocken der dritten Georgenkirche 1898

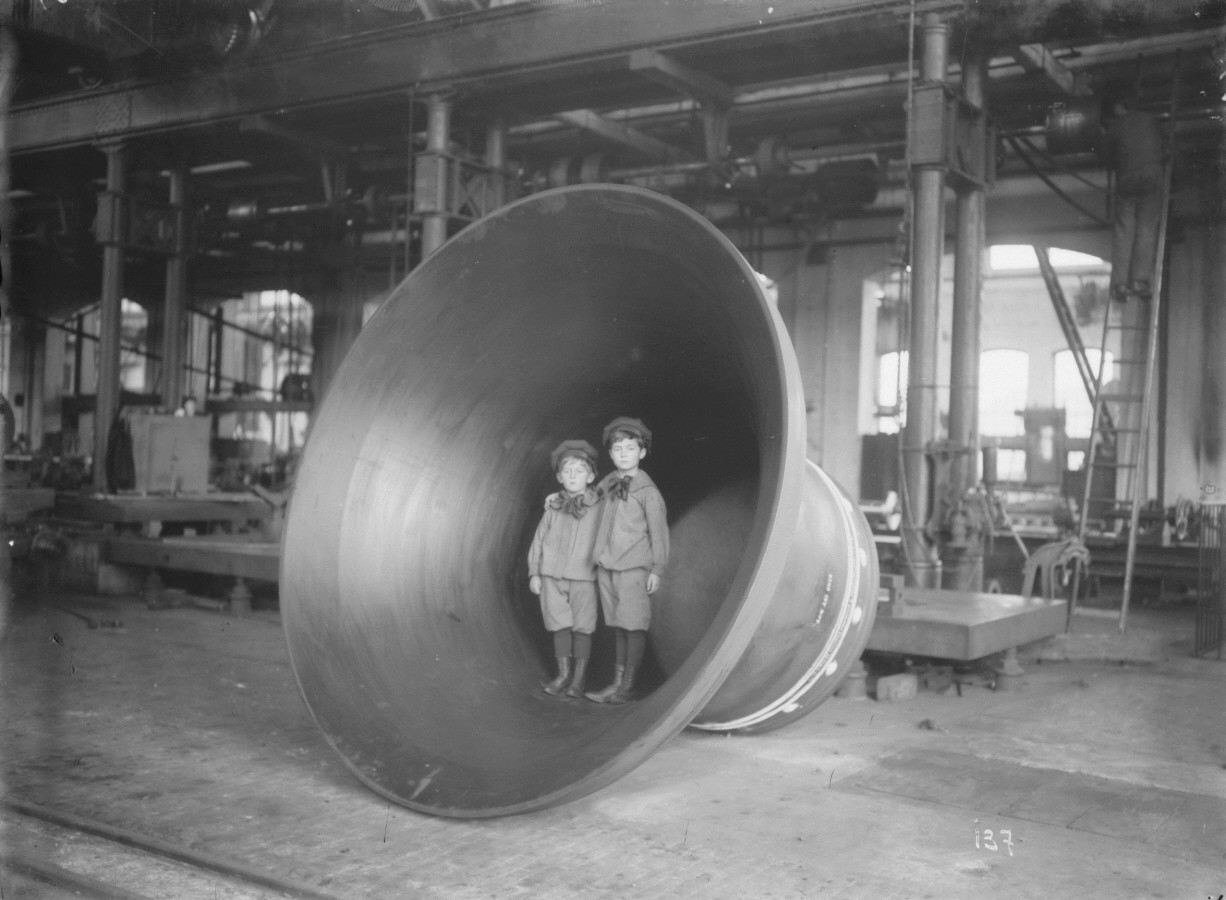
Eine der Glocken für die Georgenkirche bei der Herstellung im Bochumer Verein, 1898

Das aus drei Glocken bestehende Gussstahlgeläut der Georgenkirche wurde vom Bochumer Verein geliefert und war mit der ersten bekannten elektrischen Läutanlage versehen. Laut Inventarliste der Gießerei kostete das Ensemble aus Glocken mit Klöppel, Lager, Achsen und Läutehebel in der Herstellung 24.667,60 Mark.
| Größe    | Schlagton | Gewicht (kg) | unterer Durchmesser (mm) | Höhe (mm) |
| -------- | --------- | ------------ | ------------------------ | --------- |
| größte   | fo        | 9553         | 2790                     | 2430      |
| mittlere | aso       | 5618         | 2354                     | 2055      |
| kleinste | bo        | 3265         | 1988                     | 1750      |